# زنبورشناسی

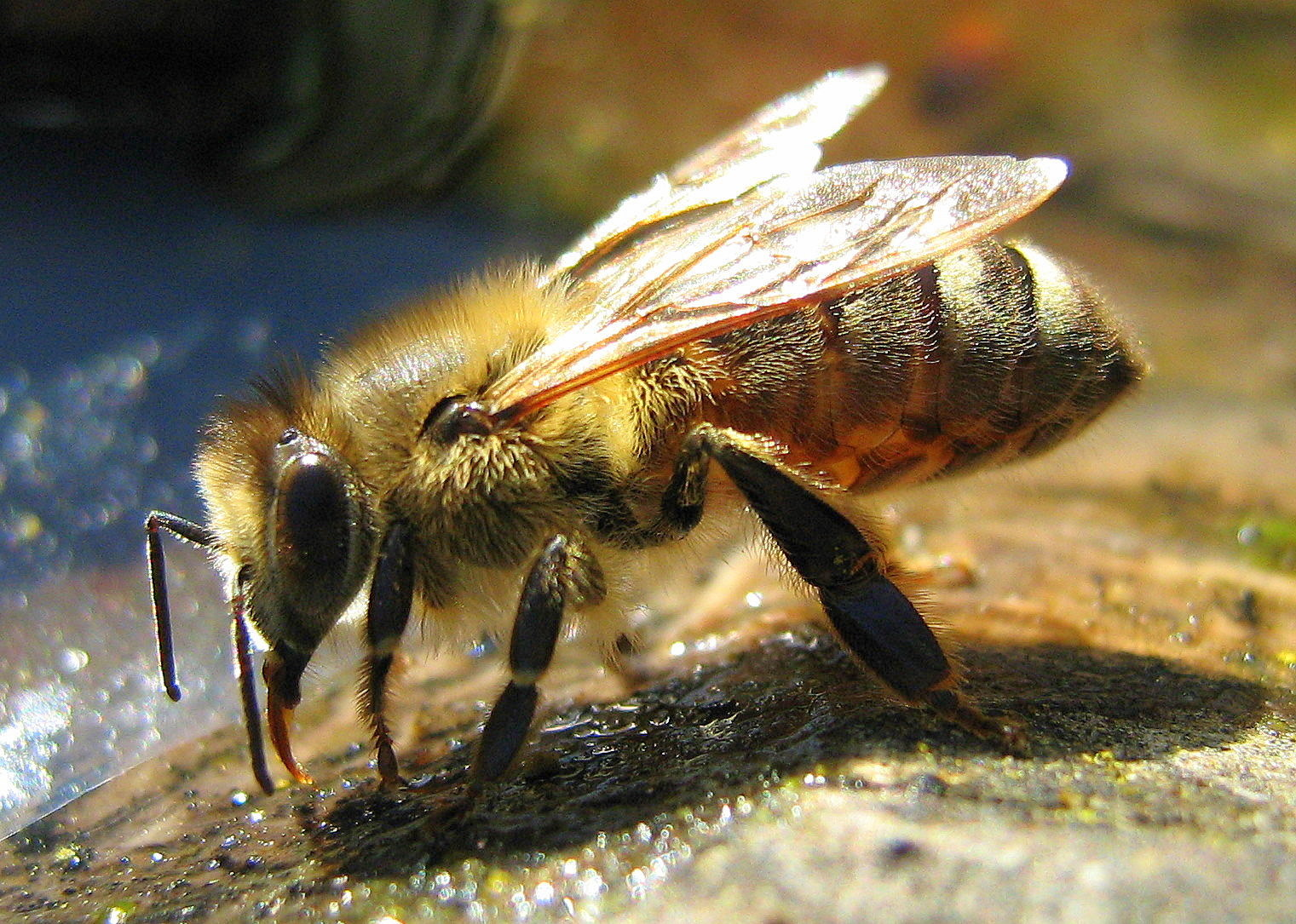
یک زنبور عسل در حال نوشیدن آب

زنبورشناسی (به انگلیسی: Melittology) (از یونانی μέλιττα , melitta, "زنبور عسل"; و -λογία -logia)، شاخه‌ای از حشره‌شناسی است که به مطالعه علمی زنبورها می‌پردازد. ممکن است به آن Apicology نیز گفته شود. زنبورشناسی گونه‌های موجود در کلاد زنبور در بالاخانواده زنبورواران را پوشش می‌دهد که دربر گیرنده بیش از ۲۰۰۰۰ گونه، از جمله زنبورهای گرده‌افشان و زنبورهای عسل است.